# 3349 Manas
3349 Manas (1979 FH2) là một tiểu hành tinh vành đai chính được phát hiện ngày 23 tháng 3 năm 1979 bởi N. Chernykh ở Nauchnyj.
"Manas" comes from the name of the hero of the Kyrgyz epic poem Epic of Manas.